# Ljudevit Furlani
Ljudevit Furlani, slovenski prevajalec in publicist, * 4. marec 1864, Branik, † 24. junij 1913, Hove, Anglija.

## Življenje in delo
Po končani realki v Gorici (1882) je želel študirati kemijo, a se je zaradi neugodnih gmotnih razmer zaposlil v tržaški finančni službi, kjer je bil eno leto praktikant, nato v Pragi in na Dunaju, od koder se je kot računski uradnik vrnil v Trst, služboval tu okoli 10 let, nato kot računski revident na Dunaju in se 1905 zaradi bolezni upokojil ter se konec istega leta preselil v Gorico, julija 1906 v Celje, kjer je deloval kot urednik Domovine in Narodnega dnevnika, konec 1909 pa je s soprogo, rojeno Angležinjo odšel v Anglijo, najprej v Hove, 1911 v Portslade (Brighton) ter se pred smrtjo vrnil v Hove.
Furlani je bil mož izredne delavne energije. V dijaških letih se je naučil italijanščine, francoščine in ruščine, pozneje še angleščine. V Trstu je bil agilen odbornik Sokola, Slovanske čitalnice, dopisnik in sourednik časnika Edinost, mnogo let je iz Trsta brezplačno pisal članke in uvodnike v Slovenski narod. Iz političnega življenja tržaških Slovencev je opisal delovanje narodnega organizatorja I. Dolinarja (1886) ter se zanimal za umetniška vprašanja. Želeč se seznaniti z dejanskimi razmerami v drugih državah je prepotoval Balkan, šel v Istanbul, Romunijo pa tudi Pariz. Da bi našo najširšo javnost seznanil o političnih načelih in njihovem razvoju ter pripomogel k dvigu splošne politične izobrazbe, je na željo urednika V. Spindlerja v težkih življenjskih razmerah napisal O najvažnejših političnih in socijalnih strankah in strujah ali kratek uvod v praktično politiko (Celje, 1912). Iz Anglije je razen v slovenske liste dopisoval tudi v praški Union ter snoval študijo o balkanskem vprašanju in zunanji politiki. Iz angleščine je v slovenščino prevedel študiji  H. E. Crosbyja Tolstoj in njega poslanstvo (Celje, 1908) in Tolstoj kot učitelj (Celje, 1909), Ruskinovo pravljico Kralj Zlate reke (Ljubljana, 1922); za prevode mladinske povesti Don Kišot, Verstvo žene in za Foster-Fraserjevo Istinito Sibirijo pa se mu ni posrečilo dobiti založnika.